# Estació de Rosières
L'estació de Rosières és una estació ferroviària situada al municipi francès de Rosières-en-Santerre (al departament del Somme).
És servida pels trens del TER Picardie.
| Provinença | Estació anterior | Línia        | Estació següent | Destinació    |
| ---------- | ---------------- | ------------ | --------------- | ------------- |
| Amiens     | Guillaucourt     | TER Picardie | Chaulnes        | Saint-Quentin |
| Amiens     | Guillaucourt     | TER Picardie | Chaulnes        | Reims         |